# Ringerike
Ringerike er en kommune i Buskerud fylke i Norge.
Den grænser i nord til Sør-Aurdal og Søndre Land, i øst til Gran, Jevnaker, Lunner og Oslo, i syd til Bærum, Hole og Modum, og i vest til Krødsherad og Flå. Bysenteret ligger i Hønefoss på landtungen mellem Ådalselven i nord og Storelven i øst og syd.
Den var en del af Viken fylke som blev etableret 1. januar 2020, men opløst fra 1. januar 2024.

## Fakta
Ringerike kommune blev dannet 1. januar 1964 efter en kommunesammenlægning mellem de tidligere kommuner Hole, Tyristrand, Hønefoss, Norderhov og Ådal, samt en mindre del af Flå. Hole blev imidlertid selvstændig kommune igen i 1977.
Kommunen ligger ca. 50 km nordvest for hovedstaden Oslo og omfatter ca. 1 553 km² landmasse. Kommunen er blandt de mellemstore bykommuner i Norge og den er største skoverhvervskommune.
Hønefoss fungerer som kommunecentrum og fik bystatus i 1852. Byen har i dag ca. 13 500 indbyggere. Byen er et vigtigt trafik-knudepunkt for bil, tog og bus. Her mødes E16, Rv7 og Rv35, Bergensbanen, Randsfjordbanen og Roalinjen.
Større byer i kommunen er Tyristrand, Sokna, Hallingby og Nes i Ådal .
Mindre byer i kommunen er Ask, Heradsbygda, Nakkerud, Haug, Botilrud og Hen.
Norges største cykelløb, Ringerike Grand Prix, arrangeres hvert år i dette område i den første halvdel af juni.

## Historie og kultur
Navnet Ringerike gælder egentlig et meget større geografisk område end det som omfattes af den moderne kommune. Ringerike omfattede oprindelig både dagens Ringerike og Hole, samt store dele af Modum og Krødsherad. Det at være ringeriking betyder altså en som kommer fra en af disse kommuner.
Navnet Ringerike er sat sammen af de to ord Hringr (ring) og Riki (rike eller landskab). Navnet skriver sig helt tilbage til de første navngivne konger som boede på Ringerike og så langt tilbage som Norgeshistorien er skrevet. Man tror at de første «ringerikingene» bosatte sig (i ring) omkring Tyrifjorden, og at dette kan have med navnet at gøre. De ældste faste bosættelser her går tilbage til 2000-3000 f.Kr.

### Kulturminder i Ringerike
- Veien Kulturminnepark (Hringariki) består af et stort gravfelt lige udenfor Hønefoss.

- Alstad steinen, en runesten hvor inskriptionen Hringariki for første gang er nævnt. Stenen opbevares ved Oldsaksamlingen i Oslo.

- Stavhella er et andet stort gravsted med mange gravhøje.

- Sætrangfunnet er fra en dobbeltgrav som blev opdaget i 1834 og siden dateret til ca. år 375 e. Kr.

- Gjermundbufunnet består egentlig af fund fra to gravhøje som blev opdaget i 1943.

- Riddergården i Hønefoss er en gård fra 1780'erne.

- Kjerraten i Åsa er et anlæg til tømmertransport fra perioden 1807-1850. Det blev brugt til at fragte tømmer fra Steinsfjorden i Åsa opp til Damtjern, for videre tømmerflådning ned Sørkedalsvassdraget. Kjerraten bestod af 12 vandhjul med kæde imellem og havde en høfdeforskel på 389 meter over en totallængde på 3900 meter. Det tog tre timer at fragte en tømmerstok gennem kjerraten, som havde en kapacitet på ca. 240 stokke i døgnet. Anlægget var konstrueret af den svenske ingeniør Samuel Bagge.

- Ringerike Nikkelværk er et vigtigt industrikulturminde fra perioden 1848-1920.

### Ringerikinger i kongesagaerne
- Filip af Veigini (død ca. 1207), baglerhøvding. Gift med Margrete kongsdatter.
- Alv af Thornberg (Tanberg), som var lendmann i 1200-tallet og tilhørte hertug Skules kreds. Gift med Skules søster Ingebjørg i 1221.
- Alv Erlingssøn af Thornberg (død ca. 1290, lendmann, baron og jarl.
- Harald Hårderåde, som formentlig var født på Stein i Hole og siden blev konge over hele Norge
- Sigurd Syr, stedfar til Olav den Hellige, som havde en storgård i Ringerike og er nævnt som småkonge i sagaen
- Halvdan Svarte, som var far til Harald Hårfager og antages at have boet på Stein i Hole. Sagaen siger han druknede i Randsfjorden og ligger begravet i Halvdanshaugen på Steinssletta i Hole
- Sigurd Hjort, hvis datter Ragnhild Sigurdsdatter ifølge sagaen blev gift med Halvdan Svarte.

## Geografi
Ringerike kommune ligger i den sydøstlige det af Buskerud fylke. Kommunen strækker sig fra Oslomarka i sydøst til åsene mod nedre Hallingdal i nordvest, og til nord for Nes i Ådal mod nord. I øst grænser kommunen til Nordmarka, hvor Ringkollen og Gyrihaugen er kendte landemærker. I syd omfatter kommunen dele af Steinsfjorden og Nordfjorden (begge indgår i Tyrifjorden) og store landområder i Holleia ned mod Drolsum i Modum.
Det siges at Ringerike er som et stykke Norge i miniature. Her findes bl.a. Tyrifjorden med al sin pragt, men også snefjelde, åse, store skover, kulturlandskab, indsøer, småvande, elve og bække.

## Naturbeskyttelse i kommunen
I kommunen findes en række natur- og landskabsværnområder, herunder også internationalt vigtige vådområder, såkaldte ramsarområder.

### Naturreservater med ramsarstatus
- Averøya naturreservat
- Juveren naturreservat
- Karlsrudtangen naturreservat
- Lamyra naturreservat
- Synneren naturreservat

### Naturreservater
- Grønnknuten naturreservat
- Gullerudtjern naturreservat
- Hurum-/Burudåsen naturreservat
- Kulpåsen naturreservat
- Merratjern-/Søndagsbrenna naturreservat
- Mørkgonga naturreservat
- Oppkuven-Smeddalen naturreservat
- Ramberget naturreservat
- Sandvann naturreservat
- Spålen-Katnosa naturreservat
- Ultvedttjern naturreservat

### Landskabsværnområder
- Ultvedt landskapsværnområde
- Vassfaret/Vidalen landskapsværnområde

### Naturmindevern
- Ask gods naturminde

## Erhvervsliv
Ringerike er Buskeruds største jord- og skovbrugskommune. Vigtigste industrigrene er træforædling (Norske Skogindustrier Follum og Huhtamaki), betonproduktion (Spenncon og Unicon), maskinværksteder og kortproduktion (Statens kartverk).

## Forsvaret
Den militære tilstedeværelse i Ringerike sluttede med omorganiseringen af forsvaret i begyndelsen af 2000-tallet, efter mere end 100 år. Tidligere var der militærlejre ved Helgelandsmoen (fra 1868), Hvalsmoen (fra 1893) og Eggemoen (fra 1951). Før dette var Jensebråten på Tanbergmoen eksersérplads for 2. Akershusske Infanteribrigade i næsten 50 år.

## Personer fra Ringerrike (ringerrikinger)
- Engelbrecht Hesselberg († 1788), jurist og byfoged i St. Croix i Danmark, født på Norderhov[4]
- Halsten Knudsen († 1855), modist og radikal leder av den lokale Thranebevegelsen
- Anders Andersen († 1931), første formand i Det norske Arbeiderparti
- Harald Henschien († 1968), komponist, harmonikavirtuos, harmonikafabrikant
- Ståle Kyllingstad († 1987), skulptør
- Elling M. Solheim († 1971), forfatter.
- Trygve Brodahl († 1996)
- Gerd S. Færden († 1989), forfatter, lyrikeren "tufse", radiovært
- Asle Raaen († 2007), skulptør
- Karsten Alnæs (1938–), forfatter, nå bosat i Oslo
- Bjørn Skogmo (1948–), forfatter
- Arild Hiim (1945–), tidl. stortingsrepresentant (H) 1989-1997
- Bjørn Kjos (1946–), jurist og jagerpilot, grundlægger af Norwegian Air Shuttle, født på Sokna
- Torgeir Stensrud († 2015)[5]
- Svein Engen (1953– ), skiskytte
- Geir Lippestad (1964–), forsvarsadvokat og politiker
- Sara Johnsen, (1970–) forfatter og filminstruktør, opvokset på Nes i Ådal,
- Kyrre Andreassen (1971–), forfatter
- Amal Aden (1983-), forfatter, født i Nord-Somalia
- Emilie Marie Nereng (Voe) (1995-), kendt blogger